# Kamaruru, Sorab
Kamaruru là một làng thuộc tehsil Sorab, huyện Shimoga, bang Karnataka, Ấn Độ.